# Pancho Villa

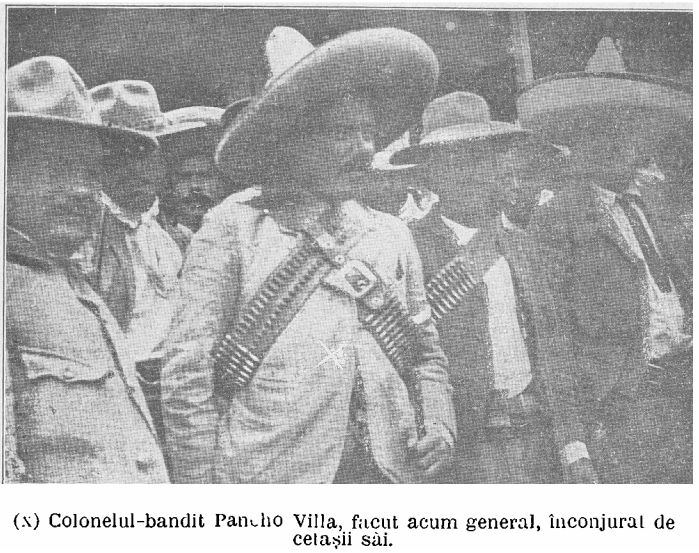
Fotografie a lui Pancho Villa din 1913

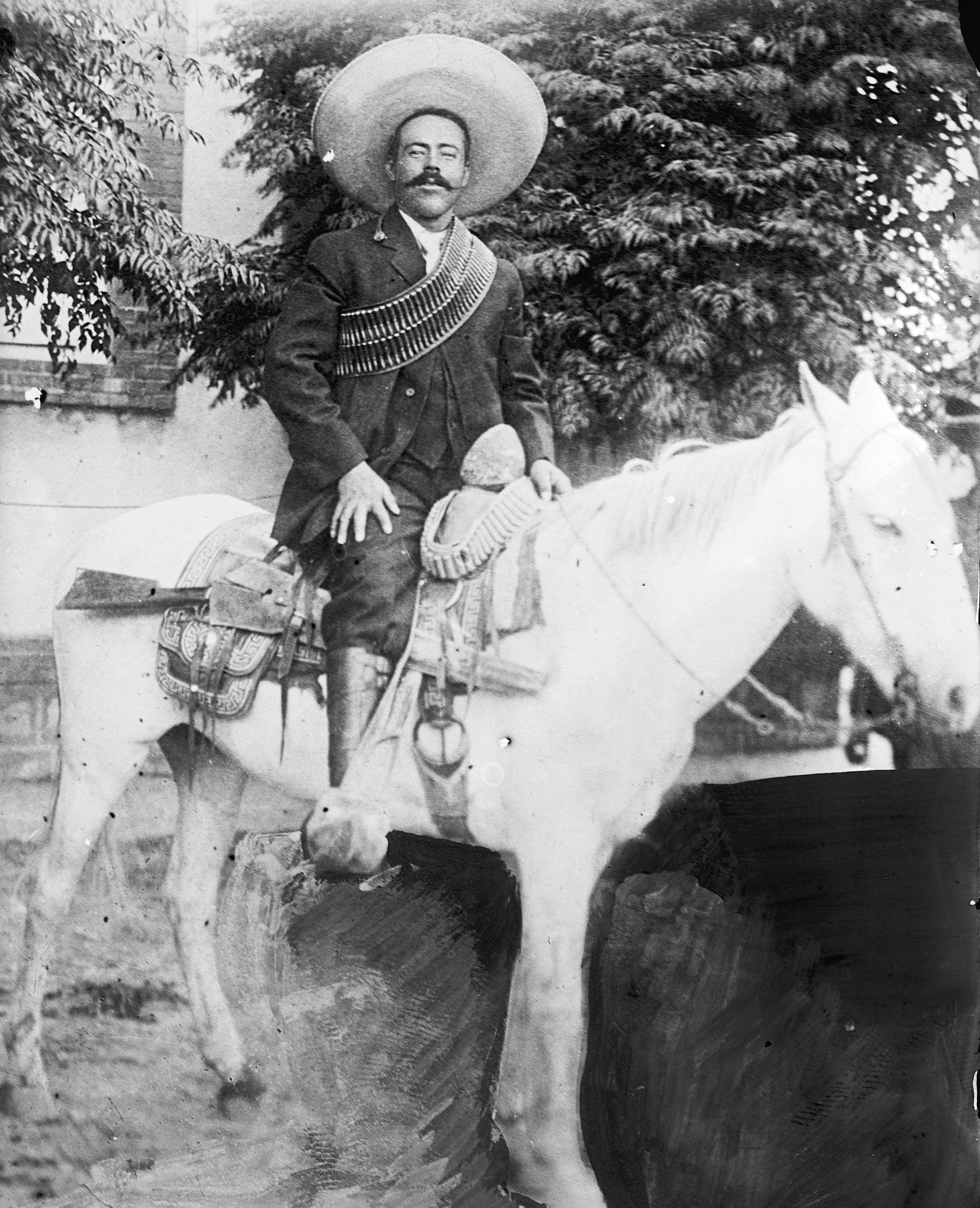
Pancho Villa, erou mexican

José Doroteo Arango Arámbula, mai cunoscut sub pseudonimul Francisco Villa sau hipocorísticul Pancho Villa, (n. 5 iunie 1878, San Juan del Río del Centauro del Norte⁠(d), Durango, Mexic – d. 20 iulie 1923, Hidalgo del Parral⁠(d), Chihuahua, Mexic) a fost unul dintre liderii Revoluției Mexicane, a cărui acțiune militară a fost decisivă în răsturnarea regimului președintelui de atunci, Victoriano Huerta. 
Originar din Durango (nu se știe dacă din Rio Grande sau din San Juan River), s-a născut la 5 iunie 1878 și a fost ucis într-o ambuscadă în Hidalgo del Parral (Chihuahua) la 20 iulie 1923. În timpul revoluției a fost cunoscut sub numele de Centaurul din Nord. Comandant al Diviziei del Norte, a fost șeful statului nordic Chihuahua care, având în vedere dimensiunea sa, bogăția în minerale, și, de asemenea, apropierea de Statele Unite ale Americii, i-a asigurat resurse extinse. Villa a fost guvernator interimar în Chihuahua în 1913 și 1914. Chiar dacă nu a fost acceptat în panteonul eroilor naționali decât la douăzeci de ani după moartea sa, memoria lui este onorată astăzi de către mexicani, americani și oameni din întreaga lume. În plus, numeroase străzi și cartiere din Mexico și alte țări au fost numite în onoarea lui.
Villa și urmașii săi, cunoscuți sub numele de villistas, au confiscat terenurile fermierilor pentru a le distribui țăranilor și soldaților. A confiscat trenuri și, ca mulți alți generali revoluționari, a tipărit bani fiduciari ca să plătească pentru cauza sa. Stăpânire lui Villa în nordul Mexicului a luat sfârșit în 1915, după o serie de înfrângeri suferite în Celaya și Agua Prieta, conduse de Álvaro Obregón și Plutarco Elías Calles. După raidul lui Villa în Columbus în 1916, generalul John J. Pershing a încercat fără succes, timp de un an, să-l captureze pe Villa. Așa cum se spune într-un corrido popular de mai târziu, în memoria victoriei implicite a lui Villa împotriva comandantului trupelor nordamericane din Primul Război Mondial:
 
„En Columbus quema y pilla

Pershing lo viene a buscar

el Tigre se vuelve ardilla

y no lo puede encontrar...

Mi general Pancho Villa, le venimos a cantar...”
 
Villa s-a retras în 1920 și i s-a dat o mare proprietate, pe care a preschimbat-o într-o colonie militară a foștilor săi soldați. În 1923 el a decis să se întoarcă să se implice în politica mexicană și, ca rezultat, a fost asasinat, probabil din ordinul generalului Plutarco Elías Calles și l generalului Álvaro Obregón.

## Date biografice
- Există mai multe versiuni despre originea lui Pancho Villa: Doroteo Arango, a fost un fugar căutat de justiție pentru un fapt întâmplat în 1894. Unul dintre copiii lui Laureano Lopez Negrete, proprietarul fermei Sombreretillo unde lucra, a violat-o pe sora lui Doroteo. Drept represalii, Doroteo a luat un pistol și a tras în latifundiar, după care a fugit în munți, unde și-a petrecut cea mai mare parte din timpul, până în 1910; a supraviețuit un timp de unul singur, pentru a fi apoi salvat de un grup de bandiți conduși de un anume Francisco Villa, care l-a luat cu el și l-a hrănit. Neavând unde să meargă, Arango a început să opereze jafuri cu această bandă. Datorită loialității lui, i-a câștigat încrederea șefului bandei. La un moment dat, Francisco Villa (căpetenia bandei) a fost rănit mortal de un glonț, astfel încât, pe moarte fiind, el l-a numit pe Arango ca succesor. Atunci a fost momentul când Arango și-a schimbat numele în "Francisco Villa", la cererea bandei. El a continuat actele de vandalism, revenind la hacienda (ferma) unde Arango îl ucisese pe Agustin Lopez Negrete, și unde cumnatul decedatului îl căuta ca să-l omoare. Doroteo Arango (acum sub numele de Francisco Villa) l-a ucis și pe acesta și pe oamenii lui; din acel moment, începe să urmărească cauza celor mulți și exploatați ca niște sclavi.
- O altă versiune susține că tatăl lui adevărat, de fapt, a fost Luis Germán Gurrola, mama sa fiind o servitoare, și fiindcă că nu l-a recunoscut că fiu, a fost botezat de Agustin Arango, care a fost fiul natural al lui don Jesús Villa, bunicul patern al băiatului. Așa s-ar explica numele de Villa.
- Și, în cele din urmă, există o altă versiune, care spune că era o femeie cu numele Arango care a avut o aventură amoroasă cu Jesús Villa.

Activitatea revoluționară a lui Villa a avut loc în primii ani, în principal în statul Chihuahua din nordul Mexicului, unde idealul său consista în stoparea abuzurilor exercitate de către latifundiari asupra țăranilor și să răstoarne puterea locală.

## Banditism
A fost o perioadă în care Villa a practicat acte de banditism. El s-a alăturat grupului de haiduci condus de Ignacio Parra, și a operat cu ei până când José Solis, un membru al trupei, a ucis un bătrân; din momentul acela Villa a plecat din grup și a lucrat în mina El Verde și ca zidar în orașul Chihuahua. Polițiștii au reluat persecuțiile asupra lui, așa că Villa a revenit în sierra (în munți) ca cuatrero.

## Intrarea în Revoluția mexicană
În 1910 el s-a alăturat mișcării maderiste, mai întâi prin intermediul lui Eleuterio Soto, și mai târziu al lui Abraham Gonzalez, cu care avea legături comerciale. La acel moment, Pancho Villa nu era nimic mai mult decât un cuatrero, cel mult un guerrillero fără cauză; cu toate acestea, întâlnindu-l pe Abraham González, reprezentantul politic al lui Francisco I. Madero în Chihuahua, el a primit de la acesta o educație de bază care l-a făcut să deschidă ochii asupra lumii politice și să-și schimbe viziunea despre viață și despre relația sa cu cei de la putere. La 17 iunie 1910 a atacat Hacienda de Cavaría; încă din acea zi a început să recruteze intens oameni pentru armata sa. În lupta armată maderistă s-a distins prin îndrăzneala sa și spiritul organizatoric. Revoluția maderistă a început să dea la iveală ingeniozitatea militară și capacitatea strategică a lui Pancho Villa. În Tecolote, a păcălit forțele generalului Navarro punând sombreros (pălării mexicane) în vârful a mii de pari pentru a simula un număr mai mare de soldați, forțându-l pe generalul Navarro să bată în retragere.
 A excelat ca șef în luptele din San Andrés, Santa Isabel, Ciudad Camargo, Las Escobas și Estación Bauche, împotriva generalului federal Manuel García Pueblita. În plus, el a participat la cel mai mare triumf alături de Pascual Orozco: în bătălia pentru Ciudad Juárez împotriva generalului Juan N. Navarro, pe care a vrut să-l execute, trecând chiar și peste voința lui Francisco I. Madero. După ce a cucerit Torreón pentru o vreme, Villa își creează primele trenuri, care mai târziu vor servi pentru a transporta mari contingente din Divizia Nordului.

## Prima etapă
După ce a încercat zadarnic să ia Chihuahua, a obținut prima sa victorie: luarea orașului Juárez. La sfârșitul anului 1910, dă dovadă de loialitate față de Francisco I. Madero, respingând invitația lui Pascual Orozco de a se răzvrăti. Dimpotrivă, a luat armele pentru a apăra guvernul Madero. Pentru faptele sale militare a fost promovat general-maior de brigadă, după care a aderat la Planul Guadalupe, în armate sa fiind lideri precum: Tomás Urbina, Rosalío Hernández, Toribio Ortega Ramírez, Manuel Chao. Victoriano Huerta, invidios pe strălucirea lui Villa, deși nu era militar de carieră, și iritat de independența acestuia, sub pretextul furtului unei iepe, l-a urmărit penal pentru insubordonare și a ordonat executarea lui. Madero i-a salvat viața prin intervenția fratelui său Raul și a lui Guillermo Rubio Navarrete. Ca o alternativă, a fost trimis în Mexico City și închis în Santiago Tlatelolco.

## Fuga din închisoare
În timpul șederii sale în închisoare, l-a întâlnit pe Gildardo Magaña Cerda, care l-a instruit și l-a asistat în educație și l-a făcut conștient de scopurile și idealurile agrarianismului. La sfârșitul anului 1912, Pancho Villa a reușit să scape din închisoare cu ajutorul lui Carlos Jáuregui, grefierul penitenciarului. El a luat-o spre Guadalajara și Manzanillo, și a reușit să ajungă în El Paso, Texas. Pe drum, guvernatorul José María Maytorena l-a ajutat cu bani pentru a-și continua fuga. Auzind de asasinarea lui Francisco I. Madero și a lui Abraham González în februarie și martie 1913, el a decis să pună din nou mâna pe arme împotriva guvernului Victoriano Huerta, la apelul liderilor militari din nord, conduși de guvernatorul din Coahuila, Venustiano Carranza. Ajutat din nou de Maytorena, el a traversat frontiera și a intrat în Chihuahua. Cu o armată de doar nouă bărbați a început participarea sa în mișcarea constituționalistă.

## A doua etapă
În noaptea de 15 noiembrie 1913, în timp ce soldații și ofițerii federali dormeau în unitatea militară sau se distrau în case de jocuri de noroc, un semnal mic a anunțat asaltul trupelor lui Villa care au cucerit cazarma, au pus mâna pe depozite, pe pista de curse și pe casele de jocuri de noroc. A atacat Casas Grandes și Ciudad Juarez, Chihuahua, în noiembrie 1913; în septembrie s-a alăturat Diviziei de Nord, armata constituționalistă, care i-a inclus și Toribio Ortega Ramírez, Rodolfo Fierro, Juan Medina, Maclovio Herrera, Tomás Urbina și Manuel Chao, printre altele, și peste care a fost numit șef generalul Pancho Villa. Pe 10 ianuarie 1914, a luat orașul Ojinaga, preluând astfel controlul asupra zonei din nord-vestul statului.
Ca guvernator, Villa a tipărit bani fiduciari pentru a-și plăti soldații, bancnote poreclite “două moace” și “cearșafurile”; a înlocuit negustorii din magazine cu administratori cinstiți, a umplut piețele cu vite aduse din fermele mari; a ieftinit prețurile la porumb, la fasole și la carne; a preluat funcțiile legate de telegraf și căi ferate; i-a expulzat pe mulți spanioli, acuzați că îl ajutaseră Victoriano Huerta; a redeschis Institutul Științific și Literare, a decretat constituirea Băncii de Stat, a fondat mai mult de treizeci de școli. În timpul său liber, urma el însuși cursurile și a învățat să citească și să scrie. Pe 23 iunie, neascultând ordinele a pus în mișcare Divizia de Nord, în Bătălia de la Zacatecas, l-a înfrânt pe generalul federal Luis Medina Barrón.
Armatele revoluționare l-au învins pe Victoriano Huerta, care și-a semnat demisia pe 15 iulie 1914. În ciuda victoriei, Villa și Venustiano Carranza, nu se înțeleg, acesta din urmă disprețuindu-l pentru reputația sa de “bandolero” (haiduc). În cele din urmă cei doi rup definitiv legăturile dintre ei.

## Convenția de la Aguascalientes
În 1914, Venustiano Carranza convoacă o convenție a forțelor revoluționare, dar eșuează pentru că Villa este mai departe pentru Convenția de la Aguascalientes. Ca urmare, Venustiano Carranza și Obregón rup cu Convenția. Villa ocupă Mexico City, în numele guvernului Convenției, împreună cu aliatul său Emiliano Zapata, în decembrie 1914. S-a stabilit mai întâi în Ciudad de México, iar în a 10-a zi s-a mutat în Aguascalientes. Apoi s-a încheiat Pactul de la Xochimilco, unde Pancho Villa a acceptat planul lui Ayala în ce privește problema terenurilor și a fost de acord să fie adus la președinție un civil identificat cu Revoluția.

## Lupta împotriva lui Venustiano Carranza și a lui Álvaro Obregón
Carranza și Álvaro Obregón nu s-au supus Convenței de la Aguascalientes și au fugit în orașul Veracruz pentru a contraataca de acolo. În 1915, Villa cu Divizia din Nord este învins de Álvaro Obregón și de constitutionaliști în celebra Bătăliile de laCelaya, de la Trinidad și de la Aguascalientes, așa că a trebuit să se retragă din nou spre partea de nord a țării. La sfârșitul acelui an, el a decis să invadeze statul Sonora; Cu toate acestea, constitutionaliștii, mai bine echipați, l-au respins în Bătălia de la Agua Prieta, sub comanda lui Plutarco Elías Calles.

## Bătălia de la Columbus
După înfrângerea sa militară, Pancho Villa s-a repliat înapoi în Chihuahua, unde a organizat lovitură de stat militară contra Statelor Unite ale Americii și mai ales împotriva lui Woodrow Wilson, întrucât SUA au ales să ofere sprijin lui Venustiano Carranza căruia i-au furnizat faruri gigantice alimentate cu electricitate din American pentru ca Obregón să poată respinge atacul de noapte al trupelor lui Villa aproape de orașul de frontieră Agua Prieta, statul Sonora pe 1 noiembrie 1915. În ianuarie 1916, un grup de villistas sub comanda generalului Ramón Banda Quesada au întreprins o ambuscadă asupra unui tren al companiei americane Mexic North Western Railway, aproape de Santa Isabel, Chihuahua și au masacrat 18 angajați americani ai companiei miniere ASARCO.
Înainte de zorii zilei de 9 martie 1916, un grup de aproximativ 1500 barbați (raportul oficial al US Army menționa vreo «500-700 participanți») din armata lui Villa sub comanda generalului Ramón Banda Quesada, a atacat orașul Columbus (New Mexico), drept represalii pentru recunoașterea oficială a regimului lui Carranza de către Statele Unite și în căutarea angrosistului Sam Ravel (furnizor care, după spusele lui Villa, l-ar fi furat). Invazia lui Pancho Villa în New Mexico a fost singura invadare a teritoriului Statelor Unite de la războiul anglo-american din 1812.

## Expediția punitivă
În urma Bătăliei de la Columbus, președintele SUA Woodrow Wilson a trimis pe 14 martie 1916, trupe conduse de generalul "Black Jack" Pershing (același care va comanda forțele SUA în Primul Război Mondial) pentru a-l captura pe Villa. Căutarea lui Villa au condus trupele în cele din urmă aproximativ 600 km în interiorul teritoriului mexican, ajungând până orașul Parral, unde, după un conflict provocat de profesoara Elisa Griensen și la care au participat copiii din sat, armata SUA a fost nevoită să se retragă în tabere situate la nord de Mexic. Timp de unsprezece luni, cei zece mii de soldați ai lui Pershing au mărșăluit prin vastele deșerturi ale statului Chihuahua. Pershing a reușit să disperseze forțele mexicane care atacaseră Columbus, dar Pancho Villa a dispărut pe întinsul teritoriu mexican, dând cu tifla urmăritorilor săi.

## Villa și presa
Pancho Villa obișnuia să se lase însoțit de jurnaliști și intelectuali, precum scriitorul american John Reed și mexicanul Martín Luis Guzmán, autor al “La sombra del caudillo “ (Umbra liderului) care un timp i-a fost secretar. A dat interviuri în mod constant, a făcut un contract cu Hollywood, pentru a-și filma bătăliile și chiar trupele sale au primit uniforme noi pentru unele scene. Villa a semnat contract cu Mutual Film Company a lui D. W. Griffith pe 5 ianuarie 1914. Reprezentant a fost Harry E. Aitken care a distribuit operelor în Statele Unite. Scopul principal a fost să dezvăluie planurile pentru a-l înspăimânta pe generalul Huerta. The Life of General Villa a avut premiera pe 14 mai 1914, în New York. A fost un succes, dar relația dintre Villa și Statele Unite nu a durat mult, deoarece susținerea armatei lui Villa a încetat la sfârșitul anului 1914.

## Asasinarea lui Pancho Villa
Villa treptat s-a întors la activitatea de gherilă dar ducea lipsă de arme. S-a menținut așa între 1917 și 1920, cu excepția unei perioade de reviriment, când Felipe Ángeles revine în țară pentru a lupta de partea sa. Adolfo de la Huerta, în momentul asumării președinției interimare a țării ca urmare a mișcării de la Agua Prieta, negocie predarea lui Pancho Villa. Pe 26 iunie 1920, Villa a semnat convențiile de la Sabinas, Coahuila, prin care se obliga să depună armele și să se retragă la Hacienda (firma) Canutillo (în Durango), pentru care guvernul i-a acordat-o pentru serviciile aduse Revoluției. Álvaro Obregón, devenind președinte al Mexicului și consolidându-și poziția, a tolerat deschis și a promovate planuri de asasinare a lui Pancho Villa. În timpul rebeliunii delahuertiste, temându-se că Pancho Villa se va ridica din nou, s-a decis să-l asasineze. Generalul Calles l-a contactat pe colonelul Lara pentru a-l asasina pe Villa oferindu-i cincizeci de mii de pesos și promovarea la gradul de general. Nu este nicio îndoială că elemente SUA s-au implicat în eliminarea lui Villa. Pancho Villa a fost ambuscat și ucis în seara zilei de 20 iulie 1923, pe când mergea la o petrecere familială în Parral, Chihuahua. Cadavrul i-a fost decapitat. În această profanare au fost implicați elemente locale și americanul Handal, plătite de către regele presei americane, William Randolph Hearst, care a plătit cinci mii de dolari pe capul lui Villa, vândut ca un trofeu dantesc.